# Behind the Sun (álbum)
Behind the Sun (en español: Detrás del sol) es el noveno álbum de estudio del músico británico Eric Clapton, publicado por la compañía discográfica Warner Bros. Records en marzo de 1985. El álbum, cuyo título procede de un verso del tema de Muddy Waters «Louisiana Blues», supuso la primera colaboración del músico con Phil Collins.

## Trasfondo
En contraposición con trabajos anteriores, Behind the Sun incluyó un sonido marcado por la producción de la época, con el uso de sintetizadores y cajas de ritmos tocados por Phil Collins, Ted Templeman, Peter Robinson, Michael Omartian, James Newton Howard, Chris Stainton y Greg Phillinganes. Los bajistas Donald Dunn y Nathan East también tocaron en las sesiones de grabación.
En su autobiografía, Clapton recordó las sesiones de Behind the Sun como alegres. Sin embargo, los problemas en su matrimonio con Pattie Boyd fueron sujeto de gran parte de su nuevo material, como «She's Waiting», «Same Old Blues» y «Just Like a Prisioner», todas con extensos solos de guitarra tocados por el músico. Durante esta época, Boyd dejó a Clapton, y según el músico, «finalmente se decidió que deberíamos probar a vivir por separado». 
Behind the Sun supuso también la primera colaboración de Clapton con el compositor Jerry Lynn William. Warner Bros. Records había desaprobado la línea de su predecesor, Money and Cigarettes, que no obtuvo buenos resultados comerciales. La primera versión de Behind the Sun, entregada al sello discográfico en el otoño de 1984, fue rechazada por la empresa, quien insistió en que Clapton grabara varias canciones compuestas por Jerry Williams respaldado por músicos de sesión de Los Ángeles. Warner Bros. puso el proyecto bajo la dirección de los veteranos productores Lenny Waronker y Ted Templeman y enfatizó que publicase dos temas, «Forever Man» y «See What Love Can Do», como sencillos. Las nuevas sesiones contaron con la presencia del guitarrista de Toto Steve Lukather, el baterista Jeff Porcaro, así como los viejos colaboradores de Clapton Jamie Oldaker, Nathan East y Greg Phillinganes.

## Promoción
La gira de promoción de Behind the Sun coincidió con la presencia de Clapton en el concierto benéfico Live Aid, donde interpretó «She's Waiting» junto a los clásicos «White Room» y «Layla». Clapton volvió a incluir «She's Waiting» en la gira mundial de 1992. Además, promocionó el álbum con una aparición en el programa Late Night with David Letterman en 1985.

## Lista de canciones
| N.º | Título                  | Escritor(es)                 | Duración |  |
| 1.  | «She's Waiting»         | Eric Clapton, Peter Robinson | 5:00     |  |
| 2.  | «See What Love Can Do»  | Jerry Lynn Williams          | 4:00     |  |
| 3.  | «Same Old Blues»        | Clapton                      | 8:15     |  |
| 4.  | «Knock on Wood»         | Eddie Floyd, Steve Cropper   | 3:19     |  |
| 5.  | «Something's Happening» | Jerry Lynn Williams          | 3:23     |  |
| 6.  | «Forever Man»           | Jerry Lynn Williams          | 3:13     |  |
| 7.  | «It All Depends»        | Clapton                      | 5:05     |  |
| 8.  | «Tangled In Love»       | Levy, Richard Feldman        | 4:11     |  |
| 9.  | «Never Make You Cry»    | Clapton, Phil Collins        | 6:06     |  |
| 10. | «Just Like A Prisoner»  | Clapton                      | 5:29     |  |
| 11. | «Behind The Sun»        | Clapton                      | 2:13     |  |

## Personal
- Eric Clapton – voz principal y coros, guitarra principal
- Lindsey Buckingham – guitarra rítmica.
- Phil Collins – batería acústica y electrónica, piano eléctrico y coros
- James Newton Howard  – sintetizador.
- Marcy Levy – coros.
- Jerry Lynn Williams  – coros.
- Lenny Castro – congas.
- Ray Cooper – congas.
- Donald "Duck" Dunn – bajo.
- Nathan East – bajo y coros.
- Steve Lukather – guitarra principal.
- Shaun Murphy – coros.
- Michael Omartian – sintetizador.
- Jamie Oldaker – batería y coros.
- Jeff Porcaro – batería (temas 2 y 6).
- Greg Phillinganes – sintetizador y coros.
- John Robinson – batería.
- J. Peter Robinson – sintetizador.
- Chris Stainton – sintetizador, órgano, piano acústico y eléctrico
- Ted Templeman – percusiones.

## Posición en listas
| Lista (1985)                      | Posición |
| --------------------------------- | -------- |
| Austria (Ö3 Austria)              | 30       |
| Canadá (RPM)                      | 10       |
| Estados Unidos (Billboard 200)    | 34       |
| Países Bajos (MegaCharts)         | 2        |
| Japón (Oricon)                    | 14       |
| Nueva Zelanda (Recorded Music NZ) | 21       |
| Noruega (VG-lista)                | 5        |
| Reino Unido (OCC)                 | 8        |
| Suecia (Sverigetopplistan)        | 10       |
| Suiza (Schweizer Hitparade)       | 3        |